# Смолино (Кировоградская область)

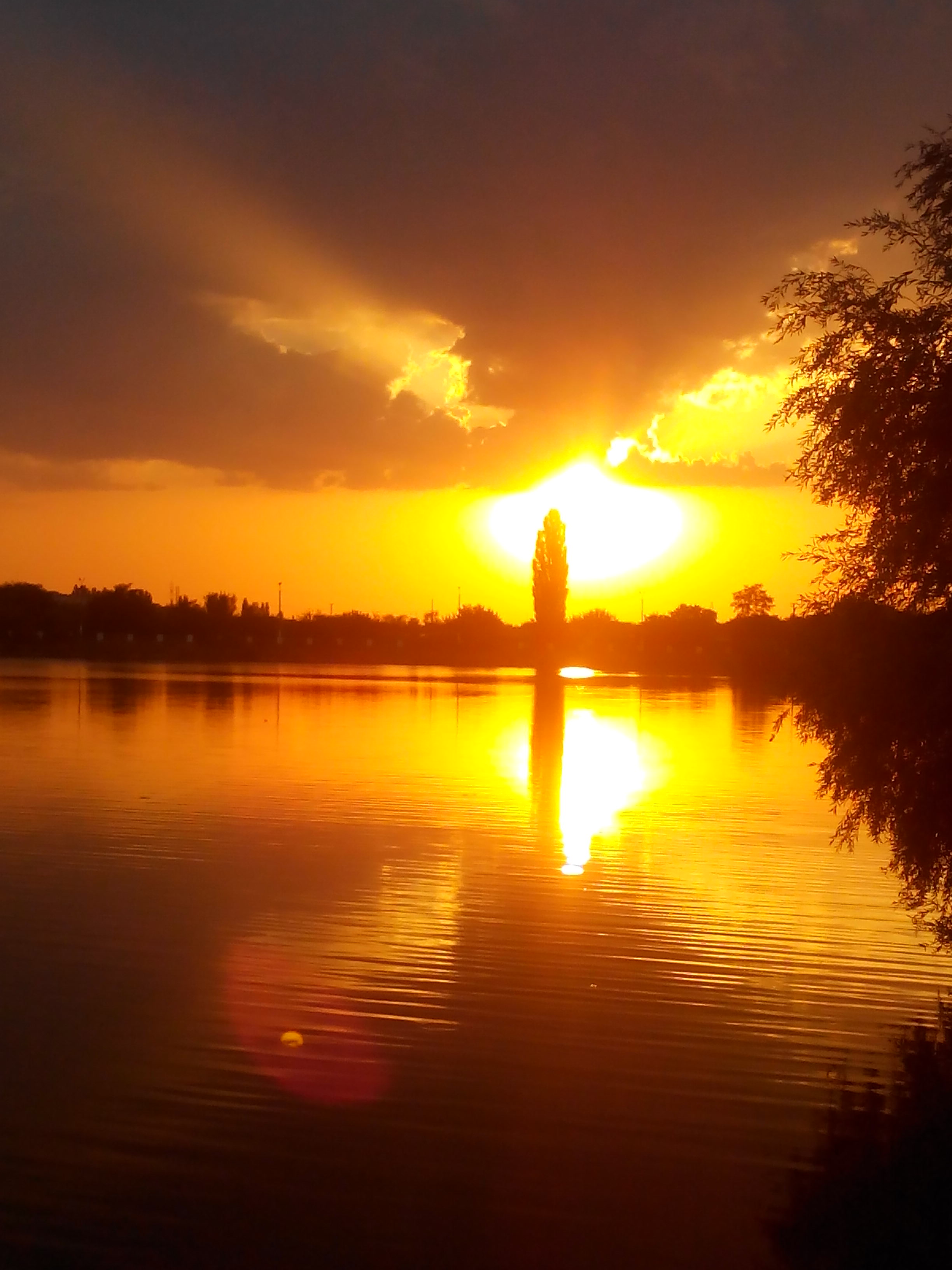
Закат в Смолино. Спереди озеро Кильтень. На заднем плане дамба, перекрывающая одноимённую реку.

Смо́лино (укр. Смоліне) — посёлок, центр Смолинской поселковой общины Новоукраинского района Кировоградской области Украины.

## История
Создан возле села Березовка Маловисковского района Кировоградкой области при строительстве уранодобывающей шахты Восточного горно-обогатительного комбината. Посёлок назван в честь геолога Николая Смолина, открывшего здесь в 1968 году мощное месторождение урана.
В поселке находится урановая шахта.
4 октября 2012 года в посёлке прошла церемония закладки первого камня в основание будущего завода по производству ядерного топлива. В торжественной церемонии приняли участие премьер-министр Украины Николай Азаров и генеральный директор российской госкорпорации «Росатом» Сергей Кириенко. В дальнейшем, после ухудшения украино-российских отношений, строительство было заморожено.
До 2020 года посёлок входил в Маловисковский район

## Население
В январе 1989 года численность населения составляла 9 976 человек.
По состоянию на 1 января 2013 года численность населения составляла 9764 человека.

### Языковой состав
По данным переписи 2001 года 80,14 % населения посёлка указали украинский язык родным, 19,21 % — русский, 0,65 % — другие языки.